# The Mask
The Mask (O Máskara no Brasil, A Máscara em Portugal) é um personagem de uma série de quadrinhos desenvolvidos entre 1982 e 1985 por Mike Richardson, e publicados no final dos anos 80 pela Dark Horse Comics. A primeira história em quadrinhos em que o Máskara fez sua aparição se chamava "Who's Laughing Now" .

As histórias destes quadrinhos, giram em torno de uma máscara vudu (diferentemente do filme e do desenho animado posteriores, onde é uma máscara viquingue), a cada história ela é usada por alguém diferente, sendo o primeiro usuário Stanley Ipkiss. A máscara é uma relíquia simbiótica encontrada no continente africano, que impregna qualquer usuário com a fictícia realidade mágica e impermeabilidade física, bem como evitar possíveis inibições psicológicas, permitindo realizar os seus objetivos mais desejados sem ter medo das consequências. o Máskara foi concebido como uma combinação entre os personagens de quadrinhos The Joker (Coringa) e o Creeper (Rastejante) de Steve Ditko.
Uma diferença entre a versão original dos quadrinhos, para as adaptações em outras mídias, é que as histórias e a personalidade do Máskara são muito mais adultas e violentas do que viriam a ficar conhecidas pelo grande público, através do cinema e televisão, nos filmes de 1994 e 2005, e na série animada de 1995.

## Trajetória do personagem

### Nos quadrinhos
O conceito básico do Máskara foi criado por Mike Richardson, em 1982. O personagem surgiu em quadrinhos em preto e branco em 1985 para a "APA-5", em uma publicação amadora feita pelo escritor Mark Verheiden. Depois de criar a Dark Horse Comics, Richardson apresentou seu conceito para o escritor e artista da Marvel Comics, Mark Badger, o que resultou em tiras de quadrinhos com o título de "Masque", que foram publicadas inicialmente pela Dark Horse Presents. As tiras de Badger tornaram-se cada vez mais políticas, fazendo com que Richardson as descontinuassem, com o objetivo de trazer o personagem de volta ao seu conceito original.
O artista Chris Warner foi contratado para reformular o Máskara, baseado no desenho original de Richardson para "APA-5" e criou o look definitivo para o personagem. As histórias ganharam um novo lançamento em 1989, nas páginas da Dark Horse "Mayhem anthology". O aspirante a escritor John Arcudi e o artista Doug Mahnke foram contratados para criar as novas aventuras, que se tornaram a primeira versão mais popular do personagem, que era definida como "uma combinação de Tex Avery e O Exterminador do Futuro".
As HQs foram canceladas depois de quatro edições, mas em 1991 Arcudi e Mahnke reuniram essas quatro edições, e as publicaram em um livro de edição limitada intitulado "The Mask", que também introduziu uma nova história com mais um antagonista para o Máskara, um brutamontes mudo chamado Walter. Esta edição esteve entre as mais vendidas da Dark Horse; e então, a empresa continuou com mais publicações de minisséries sobre o personagem, com vários antagonistas e protagonistas usando a máscara. Em 1997, o Máskara apareceu em um crossover com o personagem Lobo da DC Comics, e com Marshal Law, então também publicado pela Dark Horse. A sua última aparição em uma história em quadrinhos foi publicada no ano de 2000, um novo crossover entre a Dark Horse e a DC Comics, onde a máscara mágica acaba indo parar nas mãos do arqui-inimigo do Batman, Coringa.
Em 2014, após 14 anos sem novas HQs, a Dark Horse começou a publicar uma nova série com o personagem Máskara, intitulada Itty Bitty Mask. Essa série tem uma abordagem semelhante à série Teen Titans Go! com histórias e situações "tolas" e mais "infantis", ao contrário da violência gráfica das primeiras publicações.
I Pledge Allegiance to the Mask é a mais recente história do Máskara, publicada entre 2019 e 2020 seguindo um político que descobre a máscara e usa a personalidade agressiva e desinibida de Big Head para se tornar presidente dos Estados Unidos. 

## O personagem
Em todas as versões do personagem, as histórias giram em torno de uma máscara mágica que dá poder ilimitado ao usuário, e uma aparência diferente, caracterizada por dentes grandes e uma cabeça verde. A máscara afeta a personalidade do utente através da remoção de todas as inibições sociais pessoais, fazendo com que o usuário se torne insano. O personagem foi inspirado por uma combinação de personagens anteriores: "O Coringa" e "Rastejante" de Steve Ditko, e também a história "Dr. Jekyll and Mr. Hyde". Nas histórias em quadrinhos originais, os personagens que usavam a máscara se tornavam anti-heróis perigosos e cruéis com tendências ultraviolentas, mesmo que esta não fosse a intenção original do utente. Quando adaptado para o filme de 1994, a violência foi amenizada, fazendo com que a transformação em "O Máskara" fosse apenas tão perigosa quanto era o seu portador. Tanto no filme de 1994 quanto na série animada de 1995, o personagem principal, Stanley Ipkiss, se transforma em um super-herói benevolente, ainda que com atitudes travessas. O mesmo acontece com o personagem principal do segundo filme de 2005, Tim Avery (cujo nome é uma homenagem à Tex Avery, cujos desenhos animados inspiraram muito do personagem no primeiro filme de 1994).
O título dos quadrinhos originalmente se referia somente à máscara em si, e não à "transformação" no personagem de cabeça verde. Nas histórias o usuário normalmente é referido como "Big Head", e somente no filme a versão com poderes se tornou conhecida por The Mask.

## Diferenças na origem da máscara
Existem diferenças entre a máscara dos quadrinhos para a do filme de 1994 e 2005. Nos quadrinhos originais da Dark Horse Comics, a máscara é um objeto enfeitiçado, com o formato de um rosto humano, com olhos nariz e boca. Além de ser feito de vários pedaços de jade, e que por ser uma pedra de cor verde, justifica o fato das pessoas que usam a máscara, ficarem com suas cabeças verdes.
No filme de 1994, a máscara foi mostrada como sendo de origem nórdica, e é feita de madeira esverdeada, com um formado triangular. E diferente da máscara dos primeiros quadrinhos, ela não possui muitos detalhes, e tem apenas aberturas para os olhos e boca, e uma pequena peça de metal no lugar do nariz. Depois do lançamento do filme, a máscara dos quadrinhos foi redesenhada, e passou a ter a mesma aparência que a máscara do filme.
Nessa época os quadrinhos também aderiram a uma característica criada somente para o cinema, que é o fato da máscara ser de origem nórdica, ou viking. A partir daí, o terno amarelo usado por Jim Carrey também passou a ser usados nos quadrinhos.
No primeiro filme, durante a cena onde Stanley vai ao consultório do doutor Neuman, é dito que o deus nórdico das travessuras, Loki, pode ter sido banido na máscara, por seu pai Odim. E que isso seria o motivo dos poderes dela só funcionarem a noite, pois Loki é um deus noturno. Já no segundo filme de 2005, O Filho do Máskara, é mostrado que a máscara foi criada pelo próprio Loki, e que na verdade ele não estava aprisionado nela. Na série animada de 1995, a máscara também é nórdica, mas não é revelado a sua origem, ou quem a teria criado, além do fato dela poder funcionar tanto de dia quanto de noite.

## Enredo original dos gibis

### The Mask
Em uma loja de antiguidades, um fraco e neurótico homem chamado Stanley Ipkiss aparece à procura de um presente para dar à sua namorada, Kathy. Na loja ele adquire uma velha máscara vudu feita de jade, que começa a falar com ele. A máscara induz Stanley a colocá-la, e quando este faz isso, é transformado em um louco com uma grande cabeça verde, e poderes sobre-humanos. Ipkiss começa a descobrir seus poderes logo após sair do apartamento de Kathy, pela janela. Na rua ele acaba sendo atropelado por um carro, e tendo a cabeça esmagada, porém ele se recupera instantaneamente, e percebe que ganhou poderes ao colocar a máscara. Nesse momento, ele chega a pensar em usar seus poderes para ajudar pessoas e se tornar um tipo de "super herói"; porém, antes disso, ele resolve se vingar dos seus inimigos e desafetos pessoais, que vão desde uma gangue de motoqueiros, e um par de mecânicos que sempre lhe extorquiam muito dinheiro por consertos desnecessários em seu carro, até a sua antiga professora da primeira série. Após os assassinatos, os meios de comunicação, o apelidaram de "Big Head" (cabeça grande).
Após tirar a máscara, Stanley percebe o que tem acontecido, porém a máscara começa a controlá-lo, e ele faz um lista com todos os seus inimigos, de quem ele pretende se vingar. Ele também acaba se tornando violento com sua namorada, Kathy, que, por causa da maneira vulgar que Stanley estava se comportando, o chuta para fora de sua casa. A máscara, no entanto, continuou dentro do apartamento de Kathy, e, posteriormente, Stanley volta até lá com a intenção de pegá-la de volta. Porém, ele acaba fazendo barulho, o que faz com que Kathy chame a polícia, que se encontra com Stanley. Vendo que essa era sua única chance, Stanley coloca novamente a máscara, e acaba matando vários policiais em sua fuga. Ele volta para casa, e retira a máscara, e logo em seguida, é morto com um tiro nas costas, dado por Kathy, que já estava usando a máscara neste momento. Ela, na verdade, o estava esperando escondida em seu apartamento, após descobrir a identidade do "Big Head", pois já havia percebido que Ipkiss estava mudado após ter comprado a máscara.
Após a morte de Ipkiss, a máscara também foi usada por outras pessoas, e inclusive pela própria Kathy, que, quando consegue remove-la, a entrega ao Tenente Kellaway, para que a guardasse. Mas, apesar de suas advertências, Kellaway toma isso como uma piada, e também acaba sendo possuído pela máscara. Kellaway então se torna um "policial justiceiro" totalmente louco, que começa a perseguir e matar todos os bandidos da cidade, com ajuda de seus novos poderes. A cidade, não sabendo da máscara mágica, acredita que o "Big Head" ainda é a mesma pessoa, mas que mudou seu alvo.
Apesar das boas intenções de Kellaway, a máscara faz com que suas ações se tornem cada vez mais violentas. Então o "Big Head Kellaway" se encontra com Walter, um forte grandalhão que nunca fala nenhuma palavra. Walter está em busca de vingança contra o "Big Head", por ele ter matado todos os seus empregadores. Ele nunca demonstra dor, e é o único que é capaz de ferir Big Head. Embora, estivesse lutando contra Walter, o Tenente Kellaway, torna-se alvo de uma brigada policial. Ele luta contra a polícia, mas quando um parceiro de Kellaway tenta parar o Big Head, ele quase mata o seu amigo e colega. Kellaway, percebendo o que estava fazendo, foge. Ele retira a máscara, e a enterra em seu porão, prometendo nunca mais usa-la.
Nas próximas histórias, a máscara cai nas mãos de muitas outras pessoas, e é sempre utilizada por alguém diferente, mas sempre com o mesmo resultado, que é levar os seus usuários à ruína.

### The Mask Returns
Os chefes de criminosos enviam homens para a casa do Tenente Kellaway, com ordens de matá-lo. Kellaway vai para o porão em uma tentativa de recuperar a máscara, mas é ferido antes que possa colocá-la. Após os disparos, os homens fogem, tendo a máscara com eles. Um deles a coloca, e usa a sua transformação em Big Head para se tornar o chefe do crime proeminente na cidade. Kathy, percebendo o retorno de Big Head, vê que Kellaway falhou em esconder a máscara bem o suficiente, e assume a responsabilidade de pará-lo.

### The Mask Strikes Back
Quatro amigos, chamados Rick, Ben, Hugo, e Archie, todos fascinados pelos crimes do Big Head, encontram a máscara mágica. Percebendo que essa foi a fonte de poder do seu herói, cada um dos quatro passam a se revezar para usar a máscara. Eles tentam usar seus poderes para melhorar as suas vidas, mas só acabam fazendo coisas piores para si mesmos. Ao final, a máscara vai parar nas mãos do grandalhão Walter, mas ele não consegue utilizá-la, e na frustração, a joga a uma grande distância com uma tremenda força (no episódio "Split Personality" da série animada do Máskara de 1995, acontece essa mesma cena, fazendo referência aos quadrinhos originais).
Esta foi a última série original do Máskara escrita por John Arcudi e Doug Mahnke. Foi também a primeira a ser realizada após o sucesso do filme "O Máskara" e, desta forma, os "poderes cômicos" que O Máskara apresenta no filme, baseados nos desenhos de Tex Avery, passaram a ser utilizados com mais frequência nos quadrinhos.

### The Mask: The Hunt for Green October
Membros de tribo amazônica, Crypto-nazistas, ninjas místicas, e mafiosos sicilianos ... parece que todo mundo quer usar a máscara, a grande capacitação do artefato verde! Mas ele está caído nas mãos de Ray Tuttle, um relojoeiro oprimido que sofre de depressão ... e está ansioso para contra-atacar - como The Mask! Quando você pode puxar um martelo de duas toneladas fora de suas calças ou transformar um Camaro Chevy em um tanque Sherman, o que pode, eventualmente, ficar no seu caminho?! Máscara Tuttle está prestes a descobrir!

### The Mask World Tour
The Mask World Tour é um crossover do universo dos Heróis da Dark Horse, e ele começa a bater as cabeças com o Herói Zero! O Herói Zero pode tomar a punição? A Máscara sobreviverá a um ataque místico do Rei Tigre? O mundo dos Dark Horse Heroes pode nunca mais ser o mesmo.

### The Mask Southern Discomfort
Eric Martin um cara totalmente dependente em busca da sua irmã desaparecida, agora com a Mascara Eric procura por toda Nova Orleans o paradeiro da sua irmã será que encontrará?

### The Mask Toys in the Attic
Aldo Krasker um desenhista em busca de inspiração durante o dia, durante a noite ele usa a Mascara por vingança pessoal matando os ex-colegas da faculdade brutalmente. Dois detetives locais investigam os assassinatos de Aldo com ajuda do Tenente Kellaway sera que Aldo cumprira seus objetivos?
Toys in the Attic e último da série de HQs violento sobre o Mascara.

### The Mask I Pledge Allegiance to the Mask
Anos atrás, uma máscara estranha de origem desconhecida e poder ilimitado foi enterrada no cimento do porão de um prédio de apartamentos. Edge City e seus residentes esqueceram o misterioso assassino de rosto verde conhecido apenas como "Big Head". Mas agora, décadas depois, os bizarros assassinatos no estilo Tex Avery estão acontecendo novamente e estão em rota de colisão com uma campanha política bizarra onde um maníaco homicida quer "Torne a América Verde novamente!"

## Crossovers

### Lobo vs. The Mask (1997)
O Lobo é contratado para encontrar um ser de cabeça verde que destruiu milhares de planetas. Sua caçada o leva para a Terra, onde se encontra com o Máskara. Durante uma batalha que destrói Manhattan, o Máskara finalmente conta que o destruidor de planetas não era quem estava usando a máscara naquele momento, e se oferece para "ajudar" o Lobo a encontrá-lo pela galáxia. Porém, ele na verdade está enganando o Lobo, e o colocando em diversas situações perigosas.

### Joker / Mask (2000)
O Coringa encontra a máscara, e se transforma em um vilão "super poderoso". O Tenente Kellaway vai para Gotham City e ajuda Batman e Comissário Gordon, a derrotar o recém super poderoso Coringa. O Batman consegue enganar o Coringa, para remover a máscara, alegando que o vilão não era mais engraçado por si próprio, mas sim por causa da máscara que o estava controlando. Ao final o Tenente Kellaway pede a Batman que lhe entregue a máscara, e promete que ele vai finalmente escondê-la onde jamais será vista novamente. Batman concorda e Kellaway leva a máscara até o túmulo de Stanley Ipkiss, e a enterra junto do seu corpo.

## Outros quadrinhos

### The Mask: Official Movie Adaptation
Após o lançamento do filme de 1994 foi lançada uma adaptação em duas edições.

### Adventures of the Mask
O sucesso do primeiro filme d'O Máskara fez com que fosse lançada uma série animada, e a Dark Horse Comics então, publicou uma nova série de quadrinhos, desta vez voltada para o público infantil, que davam continuidade ao desenho animado da televisão. Tal como a série animada da TV, estas revistas combinam elementos dos gibis originais do Máskara, e também do filme de Jim Carrey. O título durou 12 edições em 1996.

## Em outras mídias

Cartaz do filme de 1994

Em 1994, esta história em quadrinhos foi adaptada no filme The Mask que traz Jim Carrey no papel do Máskara / Stanley Ipkiss. Inicialmente a ideia do diretor Chuck Russell, era de adaptar a história original em um filme de terror e humor negro, mais fiel aos quadrinhos. Os produtores porém, chegaram à conclusão de que talvez o público não aceitasse muito bem o tema, e decidiram remover a violência presente nos quadrinhos, deixando somente o conceito básico da máscara, que é transformar o usuário em uma criatura insana, livre de suas inibições.
Um detalhe, é que na época do filme, os quadrinhos originais ainda não eram muito conhecidos, pois não haviam feito muito sucesso até então. O filme na verdade foi o que deu fama ao personagem, não só nos Estados Unidos, mas em outros países também. Por causa disso, muitas pessoas que assistem o filme, nem imaginam que ele era baseado em uma série de histórias em quadrinhos, e que ele não mostrava exatamente a personalidade do Máskara como era originalmente nas HQs.
O filme toma como ponto de partida a primeira história de Arcudi e Mahnke, seguindo um homem fraco e tímido chamado Stanley Ipkiss, e incorpora a cena em que depois de se dar conta de seus poderes, Stanley diz que com eles ele poderia ajudar pessoas e combater o crime, para dizer "Mas primeiro..." e atacar dois mecânicos que extorquiram. Da minissérie seguinte trouxeram o usuário seguinte da máscara, tenente Kellaway, e a cena do Máskara disparando contra uma gangue de punks com uma metralhadora. Duas diferenças cruciais envolveram o nível de violência, com o usuário da máscara agora sendo invulnerável em vez de ser ferido e sangrar e no geral perder a sanguinolência que nos quadrinhos tinham a "violência cartunesca" inspirada nos desenhos de Tex Avery causando ferimentos graves em pessoas, e a mudança de personalidade causada pela máscara, que nos quadrinhos tornam o usuário cruel e vingativo para no filme apenas tirar inibições, com usuário só se tornando perigoso ou violento se já for uma pessoa má, como no caso do mafioso Dorian Tyrell. Stanley passa apenas a buscar diversão e retaliar contra pessoas que o incomodam, como  cujo som quebra os vidros de um carro com um homem dentro, ou na cena onde ele faz bichinhos de balões, e atira em  ou quando invade e ataca a oficina de dois mecânicos, que lhe extorquiram muito dinheiro pelo conserto do seu carro. No filme, Stanley se vinga de seus inimigos com uma , que inclusive também estava um pouco presente nos quadrinhos originais. Nos quadrinhos várias pessoas usaram a máscara, e curiosamente um dos personagens que mais usou a "violência cômica" típica de Tex Avery, foi o Tenente Kellaway, que nos quadrinhos protagonizou a famosa cena dos animais de balões e a metralhadora, e que no filme acabou sendo feita pelo próprio Stanley Ipkiss.

O Máskara, e o cachorro Milo, no design da série animada de 1995.

Com o sucesso do filme, a personalidade cômica do Máskara se tornou mais conhecida, e em 1995 inspirou a série animada de televisão The Mask: The Animated Series e um título de quadrinhos, Adventures of The Mask. O desenho acabou trazendo Walter dos quadrinhos originais. O filme também ganhou um jogo para Super Nintendo em 1995.

Cartaz do filme O Filho do Máskara de 2005

Em 2005, o filme ganhou uma sequência chamada "O Filho do Máskara", que não fez o mesmo sucesso do primeiro.